# مرکز تجارت هانسیتیک
مرکز تجارت هانسیتیک (انگلیسی: Hanseatic Trade Center) ساختمان اداری ۲۳ طبقه مستقر در هافنکیتی، هامبورگ است، که در سال ۱۹۹۷ احداث گردید.